# ياهو! فيديو
ياهو! فيديو بدأ شريط فيديو محرك بحث واعادة اطلقت في حزيران / يونيو 2006 مع القدرة على تحميل وتبادل مقاطع الفيديو. موقع جديد أطلق في شباط / فبراير 2008 مع تصميم جديد والابتعاد عن الزحف على محتوى الفيديو. الموقع الآن يدعم جميع الاقساط عبر الفيديو من ياهو! - خصائص ولدت مع المستخدم تحميل وقسط شريك مضمون. شبكة جديدة للكوميديا التي ترعاها butterfinger بدأ في 1 أبريل / نيسان 2008.
الحرة تقدم الخدمة للمستخدمين وسيلة للبحث والفيديو مباشرة من ياهو! فيديو، لانقاذهم 'المفضلة' صفحة، والاشتراك في الشبكات الشريكه، وايجاد التشغيل، وترسيخ واشرطه الفيديو والتشغيل على صفحات الويب بلوق وظيفة. الصفحة الرئيسية بشكل تحريري يتضمن عرض أفلام فيديو - ان تغيير اليومية والانحراف نحو الكوميديا، واشرطه الفيديو الفيروسية، مستخدمين الموهوبين، ومادة غريبة، الرسوم المتحركه، وقسط التأمين والترفيه المحتوى.
Stupidvideos، والبصل، jibjab لها علاقة تجارية مع ياهو! فيديو مع شبكة ذات العلامات التجارية على الموقع.

## اللغات
| الدولة          | الرابط                            | اللغات                |
| --------------- | --------------------------------- | --------------------- |
| أستراليا        | http://au.video.yahoo.com/        | English (Australia)   |
| البرازيل        | http://br.video.yahoo.com/        | Portuguese (Brazil)   |
| كندا            | http://ca.video.yahoo.com/        | English (Canada)      |
| فرنسا           | http://fr.video.yahoo.com/        | الفرنسية              |
| ألمانيا         | http://de.video.yahoo.com/        | الألمانية             |
| هونغ كونغ       | http://hk.video.yahoo.com/        | Chinese (Traditional) |
| المملكة المتحدة | http://uk.video.yahoo.com/        | الإنجليزية الأيرلندية |
| جمهورية أيرلندا | http://uk.video.yahoo.com/        | الإنجليزية الأيرلندية |
| إيطاليا         | http://it.video.yahoo.com/        | لغة إيطالية           |
| المكسيك         | http://mx.video.yahoo.com/        | الإسبانية المكسيكية ‏  |
| إسبانيا         | http://es.video.yahoo.com/        | لغة إسبانية           |
| سنغافورة        | http://sg.video.yahoo.com/        | لغة إنجليزية          |
| الفلبين         | http://ph.video.yahoo.com/        | لغة إنجليزية          |
| ماليزيا         | http://malaysia.video.yahoo.com/  | لغة إنجليزية          |
| Telemundo       | http://telemundo.video.yahoo.com/ | لغة إسبانية           |

## وصلات خارجية
- الموقع الرئيسي لياهو! فيديو